# SK-II
SK-II (phát âm là S-K-Two) là nhãn hiệu mỹ phẩm uy tín của Nhật Bản ra mắt vào năm 1980. Nó thuộc sở hữu của Procter & Gamble; được bán và tiếp thị như giải pháp chăm sóc da cao cấp ở Đông Á, Úc, Châu Âu, Bắc Mỹ và Nam Mỹ. SK-II tuyên bố các thành phần hoạt tính có thể khiến da trẻ hơn và tiếp thị hỗ trợ tuyên bố của cải tiến có thể nhìn thấy trong vòng 1 tháng.
Nữ diễn viên Cate Blanchett là gương mặt đại diện cho sản phẩm ở phương tây.